# Sacrifice (2010)
Sacrifice (2010) foi um evento pay-per-view realizado pela Total Nonstop Action Wrestling, ocorreu no dia 16 de maio de 2010 na Impact! Zone na cidade de Orlando, Florida. Esta foi a sexta edição da cronologia do Sacrifice. Seu lema foi: "What Sacrifice Would You Be Willing To Make?"

## Resultados
| #                              | Lutas | Estipulação                                                                            | Tempo |
| ------------------------------ | --- | -------------------------------------------------------------------------------------- | ----- |
| 1                              | The Motor City Machineguns (Alex Shelley e Chris Sabin) derrotaram Beer Money, Inc. (James Storm e Robert Roode) e Team 3D (Brother Devon e Brother Ray) | 3-Way match para definir os desafiantes número um pelo TNA World Tag Team Championship | 13:13 |
| 2                              | Rob Terry (c) derrotou Orlando Jordan | Singles match pelo TNA Global Championship                                             | 07:45 |
| 3                              | Douglas Williams derrotou Kazarian (c) | Singles match pelo TNA X Division Championship                                         | 13:50 |
| 4                              | Madison Rayne (c) derrotou Tara | Title vs. Career match pelo TNA Knockouts Championship                                 | 06:28 |
| 5                              | The Band (Kevin Nash e Scott Hall) (c) derrotaram Ink Inc. (Jesse Neal e Shannon Moore)                                                                  | Tag team match pelo TNA World Tag Team Championship                                    | 07:59 |
| 6                              | Abyss derrotou Desmond Wolfe (com Chelsea) | Chelsea vs. Ring match                                                                 | 09:00 |
| 7                              | Jeff Hardy derrotou Mr. Anderson | Singles match                                                                          | 13:57 |
| 8                              | Sting derrotou Jeff Jarrett | Singles match                                                                          | 00:12 |
| 9                              | Rob Van Dam (c) derrotou A.J. Styles (com Ric Flair) | Singles match pelo TNA World Heavyweight Championship                                  | 24:47 |
| (c) - Campeão(s) antes da luta | |                                                                                        |       |